# Panta abruptă de lângă satul Sinești
Panta abruptă de lângă satul Sinești este un monument al naturii de tip geologic sau paleontologic în raionul Ungheni, Republica Moldova. Este amplasat la 2 km sud-vest de satul Sinești, pe panta stângă a vâlcelei râului Pojarna, Tincău. Are o suprafață de 1 ha. Obiectul este administrat de Întreprinderea Agricolă „Sinești”.